# 定塚ギャラリー
定塚ギャラリー（じょうづかギャラリー）は、日本の富山県高岡市に所在するギャラリー。同市出身の漫画家で『ドラえもん』の作者として知られる藤子・F・不二雄（1933年 - 1996年）の顕彰施設として、地元有志の手で運営されている。

## 概要
当ギャラリーは「藤子・F・不二雄」こと藤本弘（以下「藤本」）が幼少期を過ごした旧宅の場所に立地する。旧宅跡には藤本家の転居後に同家とは関係の無い第三者の民家が建てられたが、この民家が空き家となった後に地元で活動する藤本のファン有志が共同で買い取り、2016年（平成28年）4月9日に開館した。
開館当初は地元ファン有志で組織する「Fの会」（現「F&Ⓐの会」）の会員に公開対象が限定されていたが、2018年（平成30年）10月7日より、毎月第1日曜日に限り一般公開を実施している（その他の日に見学を希望する場合は要予約）。
神奈川県川崎市の藤子・F・不二雄ミュージアムや高岡市美術館内の「藤子・F・不二雄ふるさとギャラリー」とは異なり藤子・F・不二雄プロの公認を受けた施設ではなく、飽くまでも民間の有志が運営しているため公式のガイド等には掲載されていないが、藤本と安孫子素雄（後の藤子不二雄Ⓐ、1934年 - 2022年）の母校である高岡市立定塚小学校（2022年閉校）およびその後継校の高陵小学校では2年生の児童を対象に当ギャラリーの見学授業を毎年実施している。

## 施設の特徴
入口前にはドラえもんの石像が建てられており、道路に面した側の外壁がドラえもんの体色をイメージした青一色に塗られている。

### 展示物
1階では日本国外で翻訳出版された『ドラえもん』の単行本や、愛好者から寄贈されたキャラクターグッズ等の展示を行っている。2階は藤本の親族や同級生の協力で小学生の頃の部屋が再現され、かつて当地に建っていた旧宅の復元模型や当時の住宅地図が飾られている。
2021年（令和3年）には、藤本および安孫子と同級生だった男性の遺族から色紙や直筆書簡など約100点の資料が寄贈された。

## アクセス
- 高岡駅（JR西日本、あいの風とやま鉄道、万葉線）から北東へ徒歩8分。